# Le Concert de Paris
 (juillet 2025).
Le Concert de Paris est un concert de musique classique organisé depuis 2013 au pied de la tour Eiffel le 14 juillet. Il réunit l'Orchestre national de France, le Chœur et la Maîtrise de Radio France et des solistes internationaux. Produit par Électron Libre Productions (Lagardère Studios), le concert est diffusé en direct à la radio sur France Inter ainsi qu'à la télévision sur France 2 et en Eurovision et est vu dans 70 pays en 2025. Il est suivi du traditionnel feu d'artifice du 14 juillet, également diffusé en direct sur France 2.

## Édition 2013
Pour l'édition 2013, :
- Direction : Daniele Gatti
- Solistes : Roberto Alagna, Karine Deshayes, Vittorio Grigolo, Sonya Yoncheva, Renaud Capuçon, Joseph Calleja, Ludovic Tézier, Lang Lang, Philippe Jaroussky.

### Programme
- Berlioz - La Damnation de Faust : « Marche hongroise »
- Bizet - Carmen : « L'amour est un oiseau rebelle »
- Puccini - La Bohème : « Che gelida manina »
- Puccini - La Bohème : « Donde lieta »
- Massenet - « Méditation de Thaïs »
- Bizet - Carmen : « Prélude »
- Bizet - Carmen : « La Fleur que tu m’avais jetée »
- Bizet - Carmen : « La Chanson du toréador »
- Piaf & Louiguy - « La Vie en rose »
- Verdi - La Force du Destin : « Ouverture »
- Ravel - Concerto en sol : « 3e mouvement »
- Verdi - Nabucco : « Va pensiero »
- Verdi - La traviata : « Parigi, o cara »
- Prévert & Kosma - « Les Feuilles mortes »
- Verdi - La traviata : « Brindisi »
- Rouget de Lisle & Berlioz : « La Marseillaise »

## Édition 2014
Pour l'édition 2014, :
- Direction : Daniele Gatti
- Solistes : Lawrence Brownlee, Olga Peretyatko, Piotr Beczała, Natalie Dessay, Laurent Naouri, Elīna Garanča, Anna Netrebko.

### Programme
- Berlioz - La Damnation de Faust : « Marche hongroise »
- Donizetti - L'Élixir d’amour : « Una furtiva lagrima »
- Donizetti - La Fille du régiment : « Salut à la France »
- Bizet – Carmen : « Avec la garde montante »
- Verdi – Aida : « Celeste Aida »
- Stölzel - « Bist du bei mir »
- Elgar - Pomp and Circumstance : « Marche no 1» (Land of Hope and Glory)
- Boieldieu - La Dame blanche : « Ah quel plaisir d’être soldat »
- Puccini – Tosca : « E lucevan le stelle »
- Delibes – Lakmé : « Viens Malika… Nous appelle ensemble »
- Wagner - La Walkyrie : « Chevauchée des Walkyries »
- Giordano – Andrea Chénier : « La Mamma morta »
- Offenbach - La Grande-duchesse de Gérolstein : « Ah que j’aime les militaires »
- Williams - Star Wars : Thème principal
- Legrand - Les Parapluies de Cherbourg : « J’avais tellement peur de ne pas te trouver »
- Tchaïkovski - Ouverture 1812 : « Final »
- Rouget de Lisle & Berlioz : « La Marseillaise »

## Édition 2015
Pour l'édition 2015, :
- Direction : Daniele Gatti
- Solistes : Julie Fuchs, Sonya Yoncheva, Fabio Sartori, Joyce DiDonato, Bryn Terfel, Gautier Capuçon, Ray Chen.

### Programme
- Berlioz - La Damnation de Faust : « Marche hongroise »
- Bernstein - West Side Story : « Mambo »
- Bernstein - Candide : « Ouverture »
- Rachmaninov - Vocalise
- Orff - Carmina Burana : « Tempus est iocundum – Finale »
- Verdi - Aida : « Gloria all’Egitto »
- Puccini - Madame Butterfly : « Un bel dì, vedremo »
- Lecocq - Les Cent Vierges : « O Paris, gai séjour de plaisir - Grande valse »
- Puccini - Turandot : « Nessun dorma »
- Mozart - Don Giovanni : « La ci darem la mano »
- Puccini - Tosca : « Te Deum »
- Gershwin - « Rhapsody in Blue » (extrait)
- Arlen - « Somewhere over the rainbow » (arrangement Chris Hazell)
- Khatchatourian - « La Danse du Sabre »
- Verdi - Nabucco : « Va pensiero »
- Morricone - The Mission : « Gabriel’s Oboe - The Falls »
- Kreisler - « Le Tambourin chinois »
- Offenbach - Les Contes d'Hoffmann : « Barcarolle »
- Rouget de Lisle & Berlioz : « La Marseillaise »

## Édition 2016
Pour l'édition 2016 :
- Direction : Daniele Gatti
- Solistes : Aida Garifullina, Patricia Petibon, Béatrice Uria-Monzon, Marie-Nicole Lemieux, Juan Diego Florez, Luca Salsi, Ildar Abdrazakov, Julian Rachlin, Jean-Yves Thibaudet.

### Programme
- Berlioz – La Damnation de Faust : « Marche hongroise »
- Dréjac / Giraud – « Sous le ciel de Paris »
- Bizet – Carmen : « Votre toast »
- Gounod – Roméo & Juliette : « Je veux vivre »
- Berlioz – Symphonie fantastique : « Un bal »
- Bizet – Carmen : « Près des remparts de Séville »
- Saint-Saëns – Samson et Dalila : « Mon cœur s’ouvre à ta voix »
- Offenbach – La Belle Hélène : « Au mont Ida »
- Mascagni – Cavalleria rusticana : « Intermezzo »
- Gounod – Faust : « L’air des Bijoux »
- Mendelssohn – Concerto pour violon no 2, dernier mouvement
- Verdi – La traviata : « Di Provenza il mar »
- Ravel – Concerto en sol, dernier mouvement
- Verdi – La traviata : « Parigi O Cara »
- Offenbach – Orphée aux Enfers : « Galop infernal »
- Mozart – Così fan tutte : « Soave sia il vento »
- Verdi – Rigoletto : « Bella figlia dell’amore »
- Verdi – La traviata : « Chœur des Bohémiennes & des Matadors »
- Beethoven / Karajan – Symphonie no 9 : « Ode à la joie »
- Rouget de Lisle & Berlioz : « La Marseillaise »

## Édition 2017
Pour l'édition 2017 :
- Direction : Valeri Guerguiev[11]
- Solistes : Diana Damrau, Nadine Sierra, Anita Rachvelishvili, Bryan Hymel, Ludovic Tézier, Renaud Capuçon, Gautier Capuçon.

### Programme
- Berlioz - La Damnation de Faust : « Marche hongroise »
- Puccini – Gianni Schicchi : « O mio babbino caro »
- Verdi – Rigoletto : « La donna è mobile »
- Prokofiev – Roméo et Juliette : « Danse des Chevaliers »
- Mozart - Don Giovanni : « Deh vieni alla finestra »
- Mozart - Don Giovanni : « Fin ch’han dal vino »
- Gounod – Roméo & Juliette : « Je veux vivre »
- Rimsky-Korsakov – La Fiancée du tsar : « La chanson du houblon»
- Gounod – Sapho : « Ô ma lyre immortelle »
- Brahms – Double concerto : « Vivace non troppo (3e mvt) »
- Kabalevsky / Cottee – « Bonne Nuit »
- Leoncavallo – Pagliacci : « Vesti la Giubba »
- Chostakovitch – Suite de Jazz no 2 : « Valse no 2 »
- Delibes – Lakmé : « Duo des fleurs »
- R. Strauss – « Morgen »
- Vangelis / Don Rose – « Les Chariots de feu »
- Puccini – La Bohème : « O soave fanciulla »
- Moussorgsky – Tableaux d'une exposition : « La grande porte de Kiev »
- Verdi – Don Carlos : « E lui !... desso ! ..l’Infante »
- Bizet - Carmen : « Les voici la quadrille ! »
- Rouget de Lisle & Berlioz : « La Marseillaise »

## Édition 2018
Pour l'édition 2018 :
- Direction : François-Xavier Roth
- Solistes : Renaud Capuçon, Joyce DiDonato, Matthias Goerne, Aida Garifullina, Jean-François Borras, Philippe Jaroussky, Khatia Buniatishvili, Patricia Petibon, Sarah Nemtanu, Deborah Nemtanu.

### Programme
- Berlioz - La Damnation de Faust : « Marche hongroise »
- Verdi - La traviata : « Brindisi »
- Mozart - Don Giovanni : « Là ci darem la mano »
- Borodine - Le Prince Igor : « Danse polovtsienne no 17 »
- Porpora - Polifemo : « Alto giove »
- Debussy - Salut Printemps
- Gounod - Faust : « Gloire immortelle de nos aïeux »
- Puccini - Turandot : « Nessun dorma »
- Rachmaninov - Concerto no 2 : 3e mouvement (extrait)
- Saint-Saëns - Samson et Dalila : « Bacchanale »
- Wagner - Tannhäuser : « Lied an den Abendstern »
- Saint-Saëns - Samson et Dalila : « Mon cœur s’ouvre à ta voix »
- Chostakovitch - Valse & Polka pour 2 violons et piano
- Haendel - Rinaldo : « Lascia ch’io pianga »
- Massenet - Le Cid : « Ballets » (Navarraise)
- Bellini - Norma : « Casta Diva »
- Williams - « La Liste de Schindler »
- Bernstein - West Side Story : « Mambo »
- Offenbach - Les Contes d'Hoffmann : « Barcarolle »
- Rouget de Lisle & Berlioz : « La Marseillaise »

## Édition 2019
L'édition 2019, a été suivie par plus de 300 000 spectateurs et 3 127 000 téléspectateurs en France.

### Direction
- Alain Altinoglu (Orchestre national de France)
- Sofi Jeannin (chef de chœur, Maîtrise de Radio France)
- Alessandro Di Stefano (chef de chœur, Chœur de Radio France)

### Programme
- Berlioz, La Damnation de Faust : « Marche hongroise »
- Gounod, Roméo et Juliette : « Je veux vivre » (soliste : Aleksandra Kurzak)
- Bizet, Carmen : Ouverture et « Habanera » (soliste : Gaëlle Arquez)
- Gounod, Faust : « Le Veau d’or » (soliste : René Pape)
- Verdi, Nabucco « Va pensiero »
- Aznavour / Gall, La Mama (orchestration de Didier Benetti, solistes : Roberto Alagna et Xuefei Yang)
- Khachaturian, Gayaneh : « La Danse du Sabre »
- Vivaldi, Giusino : « Vedro con moi diletto » (soliste : Jakub Josef Orlinski)
- Rodrigo : Concerto d’Aranjuez  (soliste : Xuefei Yang)
- Offenbach, La Vie Parisienne : Ouverture et Vivo
- Offenbach, La Périchole : « Vous a-t-on dit souvent » (solistes : Gaëlle Arquez et Roberto Alagna)
- Tchaïkovski, Concerto n°1 pour piano, 3ème mouvement (soliste : Khatia Buniatishvili)
- Halévy, La Juive : « Rachel, quand du Seigneur » (soliste : Roberto Alagna)
- Dvorak, Roussalka : « Ode à la lune » (soliste : Gautier Capuçon)
- Brahms, Danse Hongroise n°5
- Lehàr, La Veuve joyeuse : « Lippen schweigen » (solistes : Aleksandra Kurzak et Roberto Alagna)
- Beethoven, Symphonie n°9 : « Ode à la joie » (solistes : Aleksandra Kurzak, Gaëlle Arquez, Roberto Alagna et René Pape)
- Rouget de Lisle & Berlioz : « La Marseillaise »

## Édition 2020
L'édition 2020 a été suivie par 2,85 millions de téléspectateurs sur France 2, soit 15,7 % du public. Outre la France, l'évènement a été diffusé en Chine, Russie, Tchétchénie, Allemagne, Belgique, Norvège, Finlande, Portugal, Serbie et les pays de l’Amérique latine.
Cette année, le Champ de Mars n'était pas accessible au public du fait des règles sanitaires imposées par la pandémie de Covid-19.

### Direction
- Eun Sun Kim (Orchestre national de France)
- Martina Batič (Chœur de Radio France)
- Sofi Jeannin (Maîtrise de Radio France)

### Programme
- Berlioz - La Damnation de Faust : « Marche hongroise »
- Piaf / Monnot – Hymne à l'amour (Sonya Yoncheva, soprano)
- Bizet - Les Pêcheurs de perles : "Au fond du temple saint…" (Ludovic Tézier, baryton, et Benjamin Bernheim, ténor)
- Tchaïkovski - Concerto pour piano n° 1 (Khatia Buniatishvili, piano)
- Verdi - Nabucco : "Va pensiero"
- Bernstein - West Side Story : "Tonight", " I Feel Pretty" (arrangement Bill Elliott, Lucienne Renaudin Vary, trompette)
- Delibes – Les Filles de Cadix (Fatma Saïd, soprano)
- Beethoven - Egmont : Ouverture
- Gounod - Roméo et Juliette : « L’Amour...Ah lève-toi soleil…» (Benjamin Bernheim, ténor)
- Chaplin – City Memories (Lisa Batiashvili, violon)
- Lalo - Concerto pour violoncelle : III, andante - allegro vivace (Sol Gabetta, violoncelle)
- Catalani - La Wally : "Ebben? Ne andró lontana" (Sonya Yoncheva, soprano)
- Bizet - Carmen : Entracte du IIIe acte
- Verdi - La traviata : "Chœurs des Bohémiennes et des Matadors"
- Aznavour – La Bohème (arrangement de Didier Benetti, Ludovic Tézier, baryton)
- Mozart - Concerto pour piano n° 23 : II, andante (Khatia Buniatishvili, piano ; ballet Preljocaj - Jordan Kindell et Verity Jacobsen)
- Serrano - La canción del olvido : "Marinela" (Fatma Saïd, soprano)
- Ravel - Boléro (arrangement de Didier Benetti)
- Rouget de Lisle & Berlioz : « La Marseillaise », couplets 1 et 7 (Angélique Kidjo et tutti)

## Édition 2021
L'édition 2021 a été suivie par 3,54 millions de téléspectateurs sur France 2, soit 19,2 % de part d'audience. Outre la France, l'évènement a été retransmis dans au moins une dizaine de pays.
Cette année, le Champ de Mars était de nouveau accessible au public, sur présentation du passe sanitaire du fait de la pandémie de Covid-19.
Les éditions 2021, 2022, 2023 constituent un cycle de trois ans consacré aux termes de la devise française : Liberté (édition 2021), Égalité (édition 2022), Fraternité (édition 2023).

### Direction
- Simone Young (Orchestre national de France)
- Martina Batič (Chœur de Radio France)
- Sofi Jeannin (Maîtrise de Radio France)

### Programme
- Berlioz - La Damnation de Faust : "Marche hongroise"
- Donizetti - La Fille du régiment : "Salut à la France" (Pretty Yende, soprano)
- Bizet - Carmen : "Chanson bohème" (Clémentine Margaine, mezzo-soprano)
- Bizet - Carmen : "La Fleur que tu m'avais jetée…" (Piotr Beczala, ténor)
- Bizet - Carmen : "Là-bas, là-bas dans la montagne" (Clémentine Margaine, mezzo-soprano et Piotr Beczala, ténor)
- Mozart - Le Nozze di Figaro : "Non più andrai" (Edwin Crossley-Mercer, baryton)
- Mozart - Don Giovanni : "Fin ch'han dal vino" (Edwin Crossley-Mercer, baryton)
- Mozart - Les Noces de Figaro : "Cinque… Dieci…" (Pretty Yende, soprano et Edwin Crossley-Mercer, baryton)
- Verdi - Rigoletto : "Bella figlia dell'amore" (Pretty Yende, soprano, Clémentine Margaine, mezzo-soprano, Piotr Beczala, ténor et Edwin Crossley-Mercer, baryton)
- Tchaïkovski - Concerto pour piano n° 2 - III. Allegro con fuoco  (Alexandre Kantorow, piano)
- Bach - Double concerto pour violon (Renaud Capuçon et Raphaëlle Moreau)
- Piazzolla - "Libertango" (arrangement pour accordéon, Ksenija Sidorova, accordéon)
- Poulenc - "Liberté"
- Verdi - Nabucco, "Chœur des esclaves"
- Oscar Peterson - "Hymn to freedom" (arrangement Andrew Cottee, Ibrahim Maalouf, trompette)
- Joséphine Baker - "Paris, Paris, Paris" (arrangement Andrew Cottee)
- Ravel - Daphnis et Chloé : "Lever du jour"
- John Adams - "Short ride in a fast machine"
- Beethoven - Ouverture de Fidelio
- Rouget de Lisle & Berlioz : « La Marseillaise » (arrangement d'Ibrahim Maalouf)

## Édition 2022[23]
- Direction : Cristian Măcelaru (Orchestre national de France), Christophe Grapperon (Chœur de Radio France), Sofi Jeannin (Maîtrise de Radio France)
- Solistes : Alice Sara Ott, Jérôme Ducros, piano, Gautier Capuçon, violoncelle, Leonidas Kavakos, violon, Nadine Sierra, soprano, Lea Desandre, mezzo soprano, Erwin Schrott, baryton, Stanislas de Barbeyrac, ténor

### Programme
- Berlioz - La Damnation de Faust : « Marche hongroise » - orchestre seul
- Verdi : La Traviata : « Sempre libera » - Nadine Sierra

- Offenbach: La Vie Parisienne : « Chœur des voyageurs » - orchestre et chœur
- Mozart : Don Giovanni : « Air du catalogue » - Erwin Schrott
- Grieg : Concerto pour piano : Finale - Alice Sara Ott
- Tailleferre : Les Mariés de la Tour Eiffel : « Quadrille » - orchestre seul
- Verdi, Nabucco « Va pensiero » - orchestre et chœur
- Mozart : Don Giovanni : « La ci darem la mano » - Léa Desandre & Erwin Schrott
- William Walker / arrangement de Jérôme Ducros : "Amazing grace" - Gautier Capuçon & Jérôme Ducros
- Enesco : Rhapsodie Roumaine n°1 (Extrait)  - orchestre seul
- Rameau : Les Indes Galantes : « Rondeau des sauvages » - Nadine Sierra, Stanislas de Barbeyrac et chœur
- Chaminade / orchestration d'Anne Dudley :  « Les Feux de la Saint-Jean » - orchestre et maîtrise
- Ravel : Daphnis & Chloé : « Danse générale » - orchestre et chœur
- Lehár : Le Pays du Sourire : « Je t'ai donné mon coeur » - Stanislas de Barbeyrac
- Korngold : Concerto pour violon : Finale - Leonidas Kavakos
- Skoryk : Mélodie - Gautier Capuçon
- Mozart : Le Nozze di Figaro : « Voi che sapete » - Léa Desandre
- Bizet : L'Arlésienne : « Farandole » - orchestre seul
- Bernstein : West Side story : « Tonight » - Nadine Sierra et Stanislas de Barbeyrac
- Rouget de Lisle & Berlioz / Benetti: « La Marseillaise » - orchestre, chœur, maîtrise & tous les solistes

## Édition 2023[24]
- Direction : Cristian Măcelaru (Orchestre national de France), Aurore Tillac (Chœur de Radio France), Sofi Jeannin (Maîtrise de Radio France)
- Solistes : Vilde Frang, violon, Daniil Trifonov, piano, Marie-Laure Garnier, soprano, Ermonela Jaho, soprano, Pene Pati, ténor     remplace Jonas Kaufmann, ténor (souffrant), Stéphanie d’Oustrac, mezzo-soprano, Ludovic Tézier, baryton-basse, Pretty Yende, soprano

### Programme
- Cilea « Io son l'umile ancella » / Adriana Lecouvreur - Ermonela Jaho
- Bizet : « Séguedille » / Carmen - Stéphanie d’Oustrac
- Massenet : « Voici donc la terrible cité » / Thaïs - Ludovic Tézier
- Massenet : « Duo final » / Thaïs - Ermonela Jaho et Ludovic Tézier
- Offenbach : « Barcarolle » / Contes d'Hoffmann -  Ermonela Jaho, Stéphanie d’Oustrac et le Chœur de Radio France
- Gerschwin : « Summertime » / Porgy & Bess - Marie-Laure Garnier et le Chœur de Radio France
- Puccini : « Nessun Dorma » / Turandot - Jonas  Kaufmann et le Chœur de Radio France
- Verdi : « Duo » / Don Carlos - Jonas Kaufmann, Ludovic Tézier et le Chœur de Radio France
- Beethoven : « Finale » / Symphonie n° 9 - Chœur de Radio France
- Haendel : « Hallelujah » / Messiah - Chœur de Radio France
- Mozart : « Ave Verum Corpus » - Maîtrise de Radio France
- Legrand : « Les Moulins de mon cœur » - Maîtrise de Radio France
- Lalo : « Intermezzo » / Symphonie espagnole - Vilde Frang
- Rachmaninov Rhapsodie sur un thème de Paganini - Daniil Trifonov
- Stravinsky : « Danse russe » / Petrouchka
- Saint-Saëns : « Bacchanale » / Samson & Dalila

- Berlioz : « Marche hongroise » / La Damnation de Faust
- Rouget de Lisle & Berlioz / Benetti : « La Marseillaise »

## Édition 2024[25]
- Direction : Cristian Măcelaru (Orchestre national de France), Lionel Sow (Chœur de Radio France), Sofi Jeannin (Maîtrise de Radio France)
- Solistes : Khatia Buniatishvili, piano, Lang Lang, piano, Renaud Capuçon, violon, Daniel Lozakovitch, violon, Gautier Capuçon, violoncelle, Sylvia Careddu, flûte, Guillaume Bellom, piano, Thibault Cauvin et M (Matthieu Chedid), guitares, Aida Garifullina, soprano, Nadine Sierra, soprano, Fatma Saïd, soprano, Adèle Charvet, mezzo-soprano, Pene Pati, ténor

### Programme
- Berlioz : Marche hongroise / La Damnation de Faust
- Gounod : « Je veux vivre » / Roméo et Juliette - Aida Garifullina
- Giraud-Dréjac : « Sous le ciel de Paris » - Fatma Saîd et Maîtrise de Radio France
- Rachmaninov : Moderato / Concerto pour piano n°2  - Lang Lang
- Stravinsky : Finale / L’oiseau de feu
- Bizet : Chanson bohème / Carmen - Adèle Charvet
- Haendel : Passacaille - Gautier et Renaud Capuçon
- Miklós Rózsa : Parade des chars / Ben Hur
- Verdi : « Un di, felice, eterea » / La Traviata - Nadine Sierra et Pene Pati
- Gounod : Chœur des soldats / Faust - Chœur de Radio France
- Rachmaninov : Vocalise -  Daniel Lozakovich
- Najib Hankash et Khalil Gibran : « Aatini Al Naya Wa Ghanni » -  Fatma Saïd et Sylvia Careddu
- Kosma et Prévert : « Les feuilles mortes » / - Gautier Capuçon et Jérôme Ducros
- Chaplin : « Smile » - Renaud Capuçon et Guillaume Bellom
- Debussy : Clair de Lune / Suite Bergamasque - Khatia Buniatishvili
- Satie : Gnossienne n°1 - Thibault Cauvin et Mathieu Chedid
- Jordan Cauvin : Bach autrement III - Thibault Cauvin et Mathieu Chedid
- Claude Arrieu : "Jeux"
- Bizet : « Chœur des cigarières » / Carmen - Chœur de Radio France
- Bach : Double concerto, 3e mouvement Allegro - Renaud Capuçon et Daniel Lozakovich
- Wagner : « Feuerzauber » / La Walkyrie
- Offenbach : « Barcarolle » / Les contes d’Hoffmann - Adèle Charvet et Fatma Saïd
- Puccini : « Nessun Dorma » / Turandot - Pene Pati
- Rouget de Lisle & Berlioz : « La Marseillaise »- Chœur de Radio France

## Édition 2025[26]
- Direction : Cristian Măcelaru (Orchestre national de France), Lionel Sow (Chœur de Radio France), Sofi Jeannin (Maîtrise de Radio France)
- Solistes : Bohdan Luts, violon, Gautier Capuçon, violoncelle, Dom La Nena, violoncelle, Bomsori Kim, violon, Saehyun Kim, piano, Aida Garifullina, soprano, Julie Fuchs, soprano, Bruno de Sá, sopraniste, Rihab Chaieb, mezzo-soprano, Benjamin Bernheim, ténor, Florian Sempey, baryton

Programme
- Berlioz : La Damnation de Faust : Marche hongroise

- Verdi : Vespri Siciliani : Boléro d'Elena - Aida Garifullina

- Bizet : Carmen : Couplets du toréador - Florian Sempey
- Haendel : Zadok the Priest - Chœur de Radio France
- Satie : "Je te veux" - Julie Fuchs, soprano
- Ravel / Didier Benetti : Boléro
- Saint-Saëns : Rondo Capriccioso - Bomsori Kim
- Massenet : Werther : « Pourquoi me réveiller » - Benjamin Bernheim
- Carlos Lyra / Ronaldo Boscoli / Iain Farrington : Saudade Fez um Samba - Dom La Nena
- Clarice Assad : Baião N’ Blues
- Villa-Lobos / Juliana Ripke : Bachianas Brasileiras nº 5 : Aria - Bruno de Sá

- Saint-Saëns : Samson et Dalila : « Mon cœur s'ouvre à ta voix » - Rihab Chaieb

- Legrand / Adrien Bekerman : Les demoiselles de Rochefort - Bohdan Luts et Saehyun Kim
- Max Richter : « Sequence for Gaïa » - Gautier Capuçon et Jérôme Ducros
- Rameau : Les Indes galantes :  « Forêts paisibles » - Chœur de Radio France, Julie Fuchs et Florian Sempey
- Orff : Carmina Burana : Extraits - Florian Sempey, Bruno de Sá, Maîtrise de Radio France et Chœur de Radio France
- Delibes : Lakmé : «  Duo des fleurs » - Aida Garifullina et Rihab Chaieb
- Beethoven : Symphonie n°9 : «  Hymne à la joie » - Chœur de Radio France
- Rouget de Lisle & Berlioz : « La Marseillaise » - Chœur de Radio France, Maîtrise de Radio France et Benjamin Bernheim